# Maclovia Prieto
Maclovia Prieto Sánchez (* 1920 - †) fue una jugadora de básquetbol del Club Deportivo Guadalajara. Fue la más pequeña de la familia Prieto-Sánchez, semillero de deportistas que dieron nombre al estado de Jalisco, tanto en básquetbol, fútbol y track-team. Entre sus hermanos se encontraban Fausto y Max Prieto jugadores de fútbol del Guadalajara, así como sus hermanastros Gerónimo y Anastasio Prieto.
Maco, como le llamaban con cariño sus partidarias, inició su actuación en 1936 con el equipo de "Atenas", que lograría coronarse como campeón después de una gran serie de exhibiciones. Fue seleccionada jalisciense para concurrir al campeonato nacional que se efectuó en la Ciudad de México, en compañía de su hermana Margarita, de donde lograron traer el título de subcampeonas nacionales. Posteriormente formó parte de la Selección Jalisco que jugó contra la quinta PNR campeona nacional.